# Oxalis subvillosa
Oxalis subvillosa là một loài thực vật có hoa trong họ Chua me đất. Loài này được Norlind mô tả khoa học đầu tiên năm 1915.